# Lance Forman
Lance Forman, właśc. Lance Anisfeld (ur. 13 października 1962 w Londynie) – brytyjski polityk i przedsiębiorca żydowskiego pochodzenia, deputowany do Parlamentu Europejskiego IX kadencji.

## Życiorys
Jego ojciec pochodził z Nowego Sącza, przeżył Holokaust. Lance Forman kształcił się w zakresie ekonomii w Trinity College w ramach Uniwersytetu w Cambridge. Pełnił funkcję prezesa towarzystwa dyskusyjnego Cambridge Union. Pracował przez kilka lat w Price Waterhouse, na początku lat 90. był doradcą ministra przemysłu i handlu Petera Lilleya. W 1994 dołączył do rodzinnego przedsiębiorstwa H. Forman & Son, założonego w Londynie w 1905 przez jego pradziadka Aarona Formana i będącego jedną z głównych brytyjskich firm specjalizujących się w produkcji łososia wędzonego. Przejął w nim kierownictwo, zaczął też używać nazwiska Forman dla podkreślenia związków z rodzinnym biznesem.
W 2019 dołączył do Brexit Party, nowej inicjatywy Nigela Farage'a. W wyborach w tym samym roku z listy tego ugrupowania uzyskał mandat eurodeputowanego IX kadencji. W grudniu 2019 opuścił Brexit Party. W następnym miesiącu wstąpił do Partii Konserwatywnej.